# Битва при Орлеане
Битва при Орлеане состоялась 3 и 4 декабря 1870 года во время Франко-прусской войны.

## Перед сражением
Начатое Луарской армией наступательное движение к Фонтенебло, приведшее сначала к успешному бою при Вильпионе (1 декабря), кончилось 2 декабря неудачей при Лоаньи, поставившей французов в оборонительное положение, и д’Орель отошёл на укреплённую позицию впереди Орлеана. Он приказал войскам 15-го корпуса: 2-й дивизии генерала Мартино и резервной артиллерии оставаться у Артене, для прикрытия отступления, 3-й дивизии отойти к Жиди, а 1-й дивизии занять Орлеанский лес от Сен-Лие до Шевили. О своих распоряжениях Д’Орель сообщил вправо Бурбаки (командовавшему 18-м и 20-м корпусами) и влево генералу Шанзи (16-й и 17-й корпуса), приглашая последнего действовать против правого фланга немцев, если бы они обратились против Ореля.
К этому времени принц Фридрих-Карл успел сосредоточить все свои силы (войска великого герцога Мекленбургского, 3-й, 9-й и 10-й корпуса, всего около 90 000 человек при 470 орудиях), и готовился 3 декабря концентрически атаковать Орлеан. Несмотря на расстройство Луарской армии, в её рядах было ещё около 145—170 тысяч человек (вторая цифра согласно немецким источникам). Всем войскам Фридриха-Карла приказано было наступать к Орлеану: великому герцогу Мекленбургскому — по западной стороне дороги из Артене, имея на правом фланге 4-ю кавалерийскую дивизию; 9-му корпусу — по парижской дороге; 3-му — по фонтенеблоской, овладеть Шильер-о-Буа и выдвинуть авангард к Лури; 10-му, в виде резерва левого фланга, — направиться к Шильер-о-Буа; 1-й кавалерийской дивизии, с только что прибывшим отрядом Краатца, — наблюдать за левым флангом до реки Лоань.

## Ход сражения 3 декабря

### Наступление 3-го прусского корпуса
3-й корпус, наступая к Шильер-о-Буа, встретился в между 9:00 и 10:00 у Санто с частью французских войск 1-й дивизии 16-го корпуса (8 батальонов и 6 батарей). Вследствие этого 12-я пехотная бригада и артиллерия, выдвинутая за головными батальонами походной колонны 6-й дивизии, развернулись у Ля-Брос. В начавшемся бою пришлось после нескольких выстрелов отвести назад одну батарею левого крыла, зато на правом крыле мало-помалу подошла корпусная артиллерия, и к полудню 78 прусских орудий стояли в огне. Недолгий бой был чисто артиллерийского характера, и после полудня французы отступили.
У Шилье-о-Буа бой снова возобновился, но французы опять-таки не оказали упорного сопротивления. В 15:00 3-й корпус двинулся в лес и к 18:00 дошёл до Лури. Здесь этот корпус должен был остановиться, слыша выстрелы в лесу, справа и слева.

### Бой дивизии Врангеля против дивизии Мартино
18-я дивизия генерала Врангеля из 3-го корпуса наступала на Артене. У Асса он натолкнулся на неприятеля, который, будучи вскоре прогнан артиллерией, отошёл на Артене. Тут развернулись батареи 2-й французской дивизии, и в 10:00 начался сильный артиллерийский бой, в который со стороны немцев вскоре вступили части корпусной артиллерии и затем батареи подошедшей к Пупри 22-й дивизии. Под подавляющим огнём 90 орудий генерал Мартино медленно отошёл уступами, начиная с артиллерии, на Ля-Круа-Брикэ и ферму Арблей.
Немцы около 12:00 заняли Артене и после получасового привала продолжали наступление. Произошёл более длительный огневой бой пехоты и артиллерии, во время которого 22-я дивизия продолжала наступать против левого фланга французов. В 14:00 снялась с позиции их артиллерия, левая колонна 9-го корпуса взяла ферму Арблей, а центр в горячем бою оттеснил противника по большой дороге через Ля-Круа-Брике до Андеглу, где, поддержанный морскими орудиями, он продолжал сопротивление до наступления темноты.
К вечеру Врангель подошёл к Шевильи, найдя эту деревню уже занятой 22-й пехотной дивизией.

## Действия Путкаммера
Генерал Путткамер подвёл пять батарей на дистанцию 800 шагов к Шевильи, и 22-я дивизия двинулась уже против горящего селения, когда ей приказано было остановиться, потому что герцог побоялся вступить в ночной бой в укрепленной деревне. Но вскоре, когда гусарский разъезд донес, что Шевильи уже оставлено французами, генерал Виттих занял её.
В сильную снежную метель войска стали биваком у Ля-Круа-Брике и позади него.

### Сопротивление генерала Шанзи
Французский генерал Шанзи, хотя уже начавший утром отступление на Сен-Перави и Булей, услышав сильную канонаду у Артене, выдвинул от 16-го корпуса 2-ю дивизию. Последняя встретила как подошедшую от Анне прусскую 17-ю дивизию генерала Трескова, которая готовилась вступить в бой при Андеглу, так и наступавший от Люмо 1-й баварский корпус. Развернутая ими у Шамель и Сужи сильная артиллерия скоро принудила французскую дивизию к отступлению. Немцы взяли Дузи и потом Хюэтр, а 17-я дивизия заняла замок Шевильи.
Здесь темнота также прекратила бой. Войска правого крыла расположились на ночлег у Гетра, Ла-Прованшер, Шамель и позади них.
10-й корпус дошёл до Невиль-о-Буа и там встретил французские посты, однако не стал ввязываться в бой. Тем не менее эти передовые отряды французов вечером получили приказ перейти через Орлеан к Шевильи. Во время марша они попали под огонь стоявшего на биваках у Лури 3-го прусского корпуса и бежали в лес.
Французы везде отступали. Таким образом, германская армия значительно приблизилась к Орлеану.

## Ход сражения 4 декабря
4 декабря продолжилась начатая днём ранее атака Фридриха-Карла, войска которого находились только в 15 км от Орлеана.
После трёхдневного неудачного боя, Д’Орель с импровизованной, измученной и деморализованной армией даже не считал возможным защищать Орлеан и решил отступить за Луару, несмотря на самые энергические депеши Гамбетты, требовавшего во что бы то ни стало защищать Орлеан. Как ни важен был этот город, но сохранение армии было делом ещё более важным, а эта цель не допускала боя в это время, в какой бы то ни было форме.
Отступление Д’Орель решил исполнить в трёх расходящихся направлениях: 15-й корпус — на Орлеан, за Луару; 16-й и 17-й — на Божанси и Блуа; 18-й и 20-й — на Жиен.
Ввиду концентрической атаки Фридриха-Карла на Орлеан и эксцентрического отступления войск Ореля, основная тяжесть боя 4 декабря опять легла на 15-й корпус, или правильнее — на одну его дивизию Мартино.
Серьёзное столкновение этой дивизии с немецким 9-м корпусом, поддержанным 22-й пехотной дивизии, произошло у Серкотт—Жиди.
В 9:00 утра 4 декабря 3-й германский корпус выступил из Лури двумя колоннами — по большой дороге и по пути через Веннеси. Встречая только отсталых, обе колонны в полдень достигли Буаньи. Вправо был послан отряд в Невиль, который захватил семь оставленных орудий и много ружей; другой отряд занял слева Шеси на Луаре.
Сделав короткий привал, главные колонны снова двинулись вперед, и в 14:00 6-я дивизия нашла Воменбер занятым частями 15-го французского корпуса. Хотя на закрытой местности пришлось отказаться от содействия артиллерии, однако, несмотря на упорное сопротивление неприятельской морской пехоты, пруссаки взяли селение, после чего огонь батарей с высоты севернее Сен-Лу был направлен против предместья Орлеана.
Между тем, в тылу 6-й германской дивизии вступила в бой 5-я дивизия. 20-й французский корпус, который ещё стоял у Шамбон в восточной части Орлеанского леса против Бон-ля-Роланд, получил в 4:00 приказ — непосредственно из Тура идти на Орлеан.
Правда, по представлению генерала Ореля был отдан контрприказ, но он не дошёл по назначению. Генерал Круза предусмотрительно отправил свои обозы через Жаржо на другой берег Луары и затем двинулся в указанном ему направлении. В 14:30 у Понт-о-Муан он натолкнулся на германский отряд, высланный в Шеси, и решил сначала силой проложить себе дорогу, но потом когда генерал Штюльпнагель поддержал свои два батальона остальными частями дивизии, отказался от этого намерения и отступил также у Жаржо через реку.
С германской стороны атака на Сен-Лу не имела успеха, и так как о ходе боя в других корпусах не было сведений и к тому же наступили сумерки, то генерал Альвенслебен отложил дальнейшее наступление против самого города Орлеана до следующего дня.

### Бой у Серкотт
К северу от Орлеана 9-й германский корпус двинулся из Ля-Круа-Брике против укрепленной позиции у Серкотт.
Мартино упорно защищал деревню Серкотт и уступил её лишь тогда, когда действовавшая левее дивизия Пейтавена, разрезанная пополам (отрезанная ей часть отступила с 16-м и 17-м корпусами на Божанси), вынуждена была отойти назад, чем и обнажила левый фланг дивизии Мартино, и кроме того — когда находившаяся правее дивизия Пальера, против кототорой наступал 3-й корпус с 1-й кавалерийской дивизией, должна была отступить из леса, чем обнажися правый фланг дивизии Мартино. Пользуясь этим, пруссаки направили по дороге из Сен-Лие одну бригаду в обход правого фланга Мартино, которая и вынудила последнего очистить деревню Серкотт и в 13:00 отступить.
Под артиллерийским огнём дивизия Мартино отошла в виноградники перед городом. Тут пришлось вести бой одной пехоте.
Французы защищали каждый удобный пункт и упорно сопротивлялись, особенно на вокзале перед самым Орлеаном. Прикрытием для вокзала служила глубокая выемка, в которой проходила железная дорога: кроме того, он был усилен баррикадами и стрелковыми окопами и занят морскими орудиями. Только в сумерках, около 17:30 эта позиция была очищена, зато оказано новое сопротивление дальше.
Во избежание ночного боя на улицах генерал Манштейн в 19:00 и тут приостановил наступление на этот день.

### Бои на других участках
Из армейской группы герцога авангард 17-й дивизии нашёл деревню Жиди укрепленной и сильно занятой. Однако, наступление 9-го корпуса побудило французов в 11:00 очистить эту позицию с оставлением восьми орудий. Для того чтобы избежать леса, 17-я дивизия взяла направление к западу на Булей, куда последовали за ней в качестве резерва 22-я пехотная и 2-я кавалерийская дивизии.
Тут они застали уже в бою баварский корпус и 4-ю кавалерийскую дивизию, которые раньше вытеснили противника из Бриси и Жанври. В полдень, после артиллерийской подготовки, генерал фон дер Танн приступил к атаке Булей, но французы не выждали её, а поспешно отступили, оставив часть своих орудий в укреплениях.
Теперь 2-я кавалерийская дивизия начала преследование. Из 5-й бригады 4-й гусарский полк, пройдя рысью через Монтегю, бросился на снимавшуюся с передков французскую батарею и захватил все орудия. Другая французская батарея у Орма была вынуждена германской конной батареей к отъезду. Оттуда вдруг появилась неприятельская конная масса против левого фланга 4-й бригады, переходившей дорогу в Шатоден. Блюхеровские гусары тотчас же сделали заезд и отогнали противника через Орм до Ингрэ.

## Действия прусской кавалерии
На правом фланге армейской группы наблюдала 4-я кавалерийская дивизия. Тут гусары 2-го полка опрокинули прикрытие отходившей по дороге в Шатоден обозной колонны и взяли 250 человек в плен.
В то время как с востока и с севера немцы продвигались, таким образом, к Орлеану, на западе стояли ещё в поле у Патей и Сен-Перави 17-й французский корпус и 1-я дивизия 16-го корпуса. Последнюю генерал Шанзи собрал у Куанс, и против угрожавшего оттуда флангового удара генерал фон дер Танн выставил у Бриси заслон из 3-й пехотной бригады, кирасир и резервной артиллерии. Германская 4-я кавалерийская дивизия наступала на Куанс, где генерал Бернгарди с четырьмя эскадронами улан, перескочив широкий ров, отогнал к Сен-Перави неприятельские кавалерийские части, ограничившиеся лишь залпом из карабинов. Другие эскадроны 9-й бригады смяли французских стрелков и преследовали кавалерию, пока она не скрылась за крупными пехотными частями.
Германская 8-я бригада наблюдала в направлении Патей. Когда же этот пункт был взят под обстрел одной батареи и очищен французами, то генерал Шанзи отказался от дальнейших атак и отступил за лес Монпипо.
Теперь 2-я германская кавалерийская дивизия повернула к Луаре, непосредственно ниже Орлеана. Её артиллерия разрушила мост у Ля-Шапель, по которому отступал обоз, и заставила войсковые части, двигавшиеся по дороге на Клери, бежать обратно в Орлеан. Два железнодорожных поезда из Орлеана не дали себя задержать огнём, — напротив, поезд из Тура, на котором находился министр Гамбетта, поспешно повернул назад.

### Подступы к Орлеану
Баварский корпус наступал по шоссе; 22-я прусская дивизия в связи с 9-м корпусом — по старой дороге из Шатодена; 17-я прусская дивизия между обоими — на Ля-Борд.
Последней пришлось сначала около трёх с половиной часов атаковать сильно обороняемую деревню Эрдри; затем, когда баварцы от Орма повернули вправо на Ингрэ, 17-я дивизия двинулась по шоссе на Сен-Жан-де-ля-Рюель. Преодолев там сопротивление, головные части дивизии в к 18:00 подошли к воротам Орлеана.
Таким образом вечеру прусские войска длинной линией обогнули Орлеан (причём 9-й корпус успел овладеть станцией железной дороги и укреплённым предместьем Сен-Жан), в полной готовности к штурму: 9-й корпус и 22-я дивизия — с севера; за ними, в резерве у Шевильи, 10-й корпус; с востока, со стороны Сен-Лу, — 3-й корпус; 17-я пехотная дивизия — по шатоденской дороге, и правее её — 1-й баварский корпус с 1-й кавалерийской дивизией.

### Сдача Орлеана
До штурма однако дело не дошло, так как в эту минуту прибыл к великому герцогу Мекленбургскому комендант Орлеана и просил дать два часа для очищения города, на что герцог, во избежание ночного уличного боя, дал согласие. Генерал Тресков вёл переговоры с местными военными властями относительно упорядоченного занятия города. В 22:00 состоялось соглашение, и вскоре после полуночи герцог Мекленбургский с 17-й прусской дивизией, за которой следовала 2-я баварская бригада, вступил в Орлеан.
Немцами в Орлеане было взято 18 000 пленных и 74 орудия. Потери немцев — 123 офицера и 1623 нижних чина. Французы, кроме пленных, потеряли около 2000 убитыми и ранеными.
Особенно благоприятным условием для немцев было то, что французы не успели разрушить два моста под Орлеаном.
Таков был исход 1-й попытки Гамбетты прийти на помощь Парижу. Фрейсине отмечал, что потеря Орлеана «самое тяжёлое несчастье для Франции во 2-й период войны».